# Coventry (stacja kolejowa)
Coventry – stacja kolejowa w Coventry, w Anglii. Znajdują się tu 3 perony.